# Lindholm, Thisted
Lindholm är en ö i Danmark.   Den ligger i Thisteds kommun i Region Nordjylland, i den nordvästra delen av landet, 270 km väster om Köpenhamn. Arean är 0,48 kvadratkilometer.